# La solitudine
La solitudine (Nederlands: de eenzaamheid) is een Italiaanstalig lied van de Italiaanse zangeres Laura Pausini. Het nummer werd uitgebracht in februari 1993 en haalde de eerste plaats in de hitlijsten van Italië, Nederland en Vlaanderen. Verder haalde het nummer ook in Frankrijk de hitlijsten.
Met het nummer won Pausini in 1993 het Festival van San Remo in de categorie jongeren. Later bracht ze ook een Spaanstalige en een Engelstalige versie uit van het nummer, respectievelijk genaamd La soledad en La solitudine (Loneliness). Paul de Leeuw bracht onder de naam Ik wil niet dat je liegt een Nederlandstalige cover uit.

## Hitnoteringen

### Nederlandse Top 40
| Hitnotering: 27-11-1993 t/m 09-04-1994 | Hitnotering: 27-11-1993 t/m 09-04-1994 | Hitnotering: 27-11-1993 t/m 09-04-1994 | Hitnotering: 27-11-1993 t/m 09-04-1994 | Hitnotering: 27-11-1993 t/m 09-04-1994 | Hitnotering: 27-11-1993 t/m 09-04-1994 | Hitnotering: 27-11-1993 t/m 09-04-1994 | Hitnotering: 27-11-1993 t/m 09-04-1994 | Hitnotering: 27-11-1993 t/m 09-04-1994 | Hitnotering: 27-11-1993 t/m 09-04-1994 | Hitnotering: 27-11-1993 t/m 09-04-1994 | Hitnotering: 27-11-1993 t/m 09-04-1994 | Hitnotering: 27-11-1993 t/m 09-04-1994 | Hitnotering: 27-11-1993 t/m 09-04-1994 | Hitnotering: 27-11-1993 t/m 09-04-1994 | Hitnotering: 27-11-1993 t/m 09-04-1994 | Hitnotering: 27-11-1993 t/m 09-04-1994 | Hitnotering: 27-11-1993 t/m 09-04-1994 | Hitnotering: 27-11-1993 t/m 09-04-1994 | Hitnotering: 27-11-1993 t/m 09-04-1994 | Hitnotering: 27-11-1993 t/m 09-04-1994 |
| Week                                   | 1                                      | 2                                      | 3                                      | 4                                      | 5                                      | 6                                      | 7                                      | 8                                      | 9                                      | 10                                     | 11                                     | 12                                     | 13                                     | 14                                     | 15                                     | 16                                     | 17                                     | 18                                     | 19                                     |                                        |
| -------------------------------------- | -------------------------------------- | -------------------------------------- | -------------------------------------- | -------------------------------------- | -------------------------------------- | -------------------------------------- | -------------------------------------- | -------------------------------------- | -------------------------------------- | -------------------------------------- | -------------------------------------- | -------------------------------------- | -------------------------------------- | -------------------------------------- | -------------------------------------- | -------------------------------------- | -------------------------------------- | -------------------------------------- | -------------------------------------- | -------------------------------------- |
| Positie                                | 28                                     | 11                                     | 6                                      | 3                                      | 2                                      | 1                                      | 2                                      | 2                                      | 2                                      | 2                                      | 6                                      | 8                                      | 9                                      | 13                                     | 18                                     | 26                                     | 34                                     | 34                                     | 39                                     | uit                                    |

### Mega Top 50
| Hitnotering: 27-11-1993 t/m 16-04-1994 | Hitnotering: 27-11-1993 t/m 16-04-1994 | Hitnotering: 27-11-1993 t/m 16-04-1994 | Hitnotering: 27-11-1993 t/m 16-04-1994 | Hitnotering: 27-11-1993 t/m 16-04-1994 | Hitnotering: 27-11-1993 t/m 16-04-1994 | Hitnotering: 27-11-1993 t/m 16-04-1994 | Hitnotering: 27-11-1993 t/m 16-04-1994 | Hitnotering: 27-11-1993 t/m 16-04-1994 | Hitnotering: 27-11-1993 t/m 16-04-1994 | Hitnotering: 27-11-1993 t/m 16-04-1994 | Hitnotering: 27-11-1993 t/m 16-04-1994 | Hitnotering: 27-11-1993 t/m 16-04-1994 | Hitnotering: 27-11-1993 t/m 16-04-1994 | Hitnotering: 27-11-1993 t/m 16-04-1994 | Hitnotering: 27-11-1993 t/m 16-04-1994 | Hitnotering: 27-11-1993 t/m 16-04-1994 | Hitnotering: 27-11-1993 t/m 16-04-1994 | Hitnotering: 27-11-1993 t/m 16-04-1994 | Hitnotering: 27-11-1993 t/m 16-04-1994 | Hitnotering: 27-11-1993 t/m 16-04-1994 | Hitnotering: 27-11-1993 t/m 16-04-1994 |
| Week                                   | 1                                      | 2                                      | 3                                      | 4                                      | 5                                      | 6                                      | 7                                      | 8                                      | 9                                      | 10                                     | 11                                     | 12                                     | 13                                     | 14                                     | 15                                     | 16                                     | 17                                     | 18                                     | 19                                     | 20                                     |                                        |
| -------------------------------------- | -------------------------------------- | -------------------------------------- | -------------------------------------- | -------------------------------------- | -------------------------------------- | -------------------------------------- | -------------------------------------- | -------------------------------------- | -------------------------------------- | -------------------------------------- | -------------------------------------- | -------------------------------------- | -------------------------------------- | -------------------------------------- | -------------------------------------- | -------------------------------------- | -------------------------------------- | -------------------------------------- | -------------------------------------- | -------------------------------------- | -------------------------------------- |
| Positie                                | 26                                     | 7                                      | 3                                      | 3                                      | 2                                      | 2                                      | 2                                      | 2                                      | 3                                      | 4                                      | 5                                      | 5                                      | 7                                      | 7                                      | 8                                      | 13                                     | 16                                     | 26                                     | 35                                     | 42                                     | uit                                    |

### NPO Radio 2 Top 2000
| Nummer met noteringen in de NPO Radio 2 Top 2000 | '99 | '00 | '01 | '02  | '03  | '04  | '05 | '06  | '07  | '08  | '09  | '10  | '11  | '12  | '13  | '14  | '15  | '16  | '17  | '18  | '19  | '20  | '21  | '22  | '23  | '24  |
| ------------------------------------------------ | --- | --- | --- | ---- | ---- | ---- | --- | ---- | ---- | ---- | ---- | ---- | ---- | ---- | ---- | ---- | ---- | ---- | ---- | ---- | ---- | ---- | ---- | ---- | ---- | ---- |
| La solitudine                                    | 960 | -   | 837 | 1220 | 1185 | 1085 | 979 | 1003 | 1273 | 1112 | 1257 | 1336 | 1567 | 1370 | 1365 | 1485 | 1498 | 1810 | 1803 | 1490 | 1664 | 1313 | 1401 | 1313 | 1394 | 1398 |

1. ↑  Een '-' betekent dat het nummer niet was genoteerd en een vetgedrukt getal geeft de hoogste notering aan.